# Geschichte von Roubaix

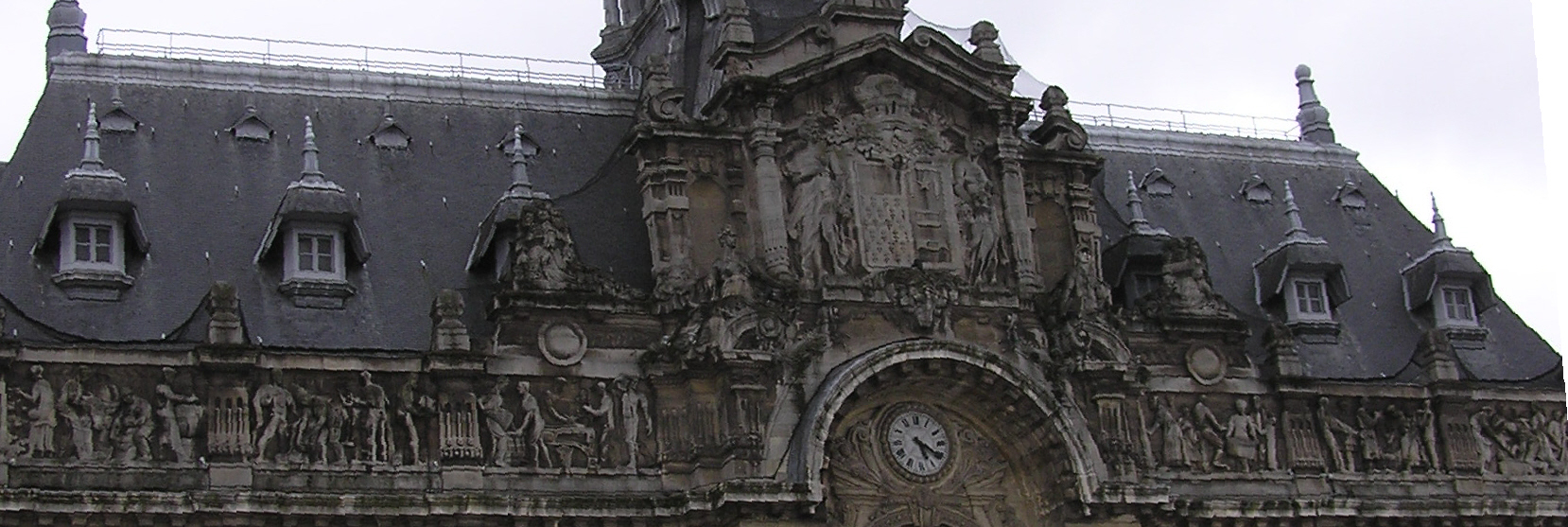
Die Fassade des Rathauses von Roubaix ist ein Tribut an die vom Handwerk geprägte Geschichte der Stadt

## Frühe Anfänge
Lange Zeit bestand die heute nordfranzösische Stadt Roubaix nur aus einer kleinen ländlichen Ansiedlung, abseits der großen römischen Siedlungen, der Straßen, Flusswege und strategischen Invasionsrouten. Die Bevölkerung stammte vor allem von den keltisch-germanischen Volksstämmen der Nervier und Menapier ab.
Die erste bekannte kartographische Erwähnung der Siedlung stammt aus dem Jahr 863 n. Chr. als Robacum. Zu dieser Zeit war Roubaix bereits zu einer „Villa“ herangewachsen, also eine lockere Gemeinschaft ländlicher Anwesen, die von einem zentralen Landsitz abhängig waren, in dem der lokale Herrscher residierte (villa dominicata).
Die Geschichte dieser Siedlung nahm erst Gestalt an, als die Region in administrative Gebiete unterteilt wurde, deren ursprünglichste Form einer Diözese entsprach. Seit seiner ersten Erwähnung war Roubaix in die Diözese von Tournai eingegliedert und sollte für 1000 Jahre in dieser verbleiben.
Die Bekehrung der Bevölkerung zum Christentum wird einer adligen Frau aus Roubaix namens Thècle zugeschrieben. Eine Offenbarung soll ihr die Lage der Grabstätte des Heiligen Eleuthère – dem ersten Bischof von Tournai – in Blandain, Belgien, verraten haben. Die darauf folgenden Wunder – besonders die Heilung der blinden Thècle – sollen die heidnische Bevölkerung im Jahre 881 überzeugt haben, zum Christentum überzutreten. Tatsächlich ging die Bekehrung der Bevölkerung nur langsam und mühsam voran und erfuhr durch die Einwanderung der Franken und die Wirren der späteren Völkerwanderungen herbe Rückschläge. Noch im 9. Jahrhundert wurden öffentlich die alten Bräuche der Volksstämme und der römische Götterglauben vermischt und praktiziert und erst nach und nach durch die Ausbreitung der Klöster durch den christlichen Glauben verdrängt.

## Die Suche nach einer politischen Identität
Die Grafschaft Flandern war der Oberhoheit des französischen Königreiches unterstellt. Die Geschichte Roubaix’ spiegelt den ereignisreichen und dauerhaften Kampf der Grafen von Flandern wider, die Befreiung von dieser umstrittenen Herrschaft zu erlangen, die sich besonders durch die auferlegten Steuern auszeichnete. Zudem war Flandern zu dieser Zeit ein Hauptlieferant von Stoffen für ganz Europa und abhängig von der englischen Wolle. Gleichzeitig war das französische Königreich nicht bereit, diesen wichtigen Wirtschaftsfaktor an seinen politischen Rivalen zu verlieren.
Das Leben der Herrscher von Roubaix, sowie ihrer Souveränen, wurde von dieser politischen Ambivalenz geprägt. Ihr bescheidenes Herrschaftsgebiet befand sich im Herzen einer Region, in der sich seit Gedenkzeiten gegnerische Völker trafen und bekämpften.
Die Anziehungskräfte der verschiedenen Lager teilten die Familien der Region und ließen sie Gegenstand vieler Fehden und Interessenkonflikte werden. So kämpfte ein Herrscher von Roubaix gegen Philipp II. August in der Schlacht bei Bouvines, und sein Nachfahre, ein Kapitän der Garnison von Lille im Dienste des französischen Königs, bekämpfte 1340 eine englische Kolonne, die sich in der Reichweite seiner Streitmacht befand. Im selben Jahr belagerte jedoch ein englisches Heer unter dem König Edward III. Tournai und machte alle Ortschaften der Region von Tourcoing, Roubaix und Lannoy dem Erdboden gleich.
Der erste bekannte Herrscher von Roubaix war Bernard I., gestorben im Jahre 1119. Sein Sohn Bernard II. erlangte die Würde des Beraters des Grafen von Flandern. Ein weiterer dokumentierter Herrscher, Alard I., teilte das Los seines Herrn Guy de Dampierre, dem Grafen von Flandern, und geriet in der Sporenschlacht bei Compiègne in Gefangenschaft. Im selben Jahr konnte er befreit werden, wurde aber erneut gefangen genommen und als Geisel zur Zusicherung der friedlichen Haltung seines Herren festgehalten. Dieser provisorische Frieden sollte jedoch nur bis zur Schlacht von Mons-en-Pévèle im Jahre 1304 anhalten.
Durch den Friedensvertrag von Athis-sur-Orge, der 1305 ratifiziert wurde, fielen die Herrschaftsgebiete von Lille, Douai und Orchies Frankreich zu und die Provinz, die sie bildeten, erhielt den Namen Flandre Wallonne (dt. wallonisches Flandern) oder auch „Gallicante“. Dieser Zustand, der durch den Vertrag von Paris im Jahre 1320 bestätigt wurde, konnte bis 1369 beibehalten werden.

## Das Haus von Roubaix

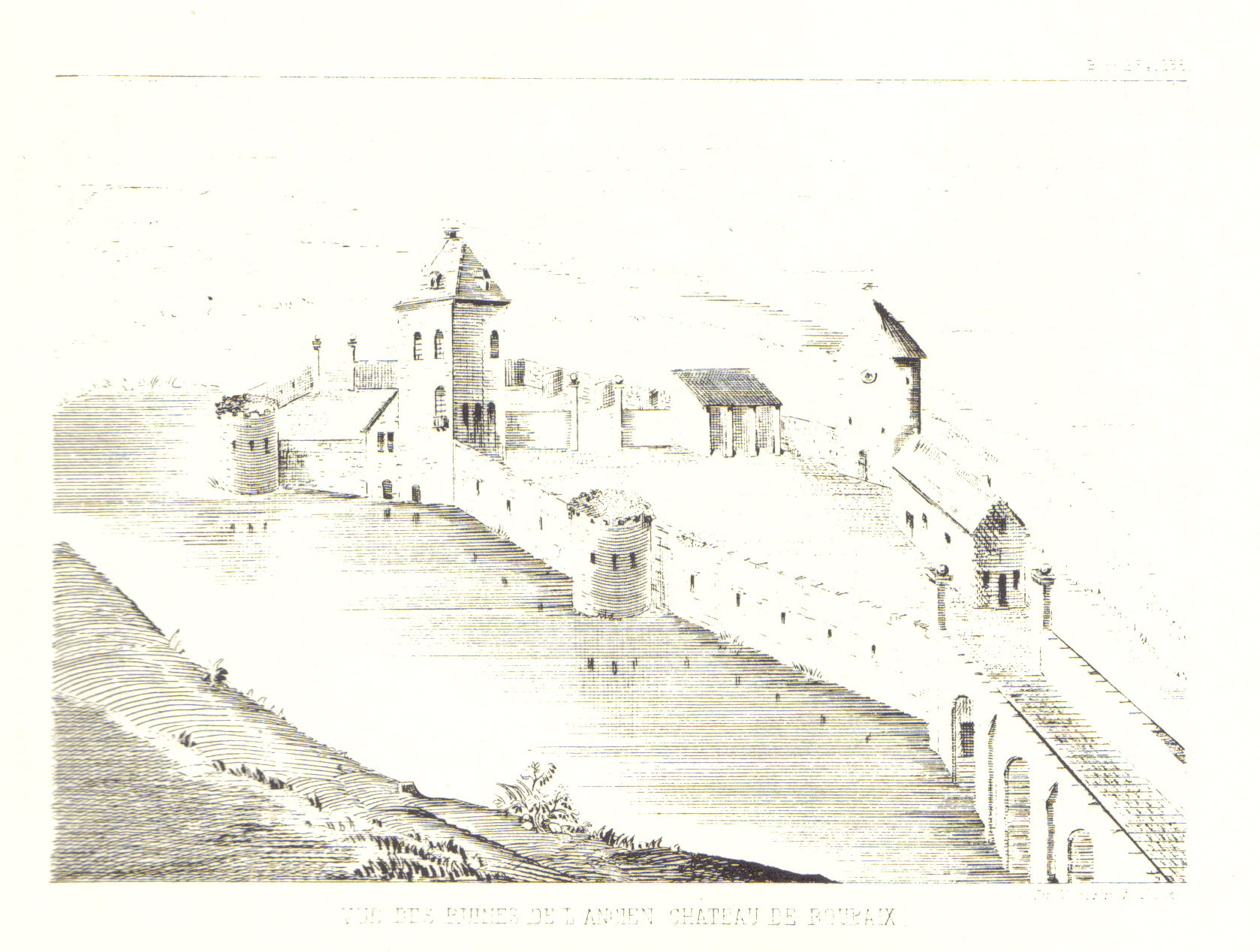
Skizze der Burgruine aus dem Jahr 1838. Der größte Ausbau ist Pierre von Roubaix in der Mitte des 15. Jahrhunderts zuzuschreiben.

Der erste Herrscher von Roubaix, dem man eine nennenswerte Rolle in der Geschichte der Stadt zuschreiben kann, ist Jean V. (1368–1449). Er begann seine militärische Karriere mit 14 Jahren in der Schlacht bei Roosebeke im Jahre 1382. Durch seine guten Dienste wurde Jean V. ein beträchtliches Vermögen zuteil von dem sein Herrschaftsgebiet direkt profitierte. Im Auftrag des Herzogs von Burgund, Johann Ohnefurcht, setzte er 1414 sieben Verwaltungsräte ein und gab der Stadt ihre erste Administration. Daraufhin erhielt er 1420 das Privileg der obersten Rechtsprechung, womit diese neue kommunale Administration die Unabhängigkeit von Lille erlangte.
Nach seinem Tod im Jahre 1449 übernahm sein Sohn Pierre das Erbe und leistete dem Herzog von Burgund gute Dienste. Das Ansehen und das vermehrte Vermögen kamen der Stadt zugute. Ein Archivar von Roubaix namens Théodore Leuridan schrieb im 19. Jahrhundert:

„Das bescheidene Türmchen genügte dem großen Herrn von Roubaix nicht mehr, den eine seltsame Vorliebe in seinem Herrschaftsgebiet von Roubaix bleiben ließ. Er ersetzte ihn durch einen vorzüglichen Wohnsitz, umgeben von Festungsmauern und einem doppelten Graben. Die Burg von Roubaix leistete den Bewohnern große Dienste, die sich mit ihrem Habe und ihrem Vieh dorthin zurückzogen, wenn das Land besetzt wurde.“

Der Ausbau der Burg von Roubaix fand in der Mitte des 15. Jahrhunderts statt. Das Burgareal erstreckte sich von der Grande Place gegenüber der Kirche Saint Martin bis zur heutigen Rue de la Poste hinter dem Rathaus und war von einem Wassergraben umgeben.
Pierre teilte den Bewohnern Ländereien für den Bau einer Wohnsiedlung bei der Burg zu. Diese frühe Siedlung wurde von Gräben und Hecken begrenzt. Die Siedlung entwickelte sich in wenigen Jahren zu einer Stadt, der schließlich auch am 1. November 1469 das Handelsrecht erteilt wurde. Pierres Unterstützung erstreckte sich auch bis auf die Planung und Finanzierung des Baus der Pfarrkirche Saint-Martin, mit der er die Neuerworbene Prominenz seines Herrschaftsgebietes hervorheben wollte. Die Errichtung des Kirchturms sollte jedoch nicht vor dem Jahr 1571 vollendet werden. In Erinnerung an seine Pilgerfahrt ins Heilige Land ließ Pierre die Kapelle des Heiligen Grabes bauen, die sich damals auf dem nördlichen Teil des heutigen Place de la Liberté erhob und später durch einen Brand vernichtet wurde. Dieser Kapelle wurde ein Hospiz für die Mitglieder der Pfarrgemeinde hinzugefügt.

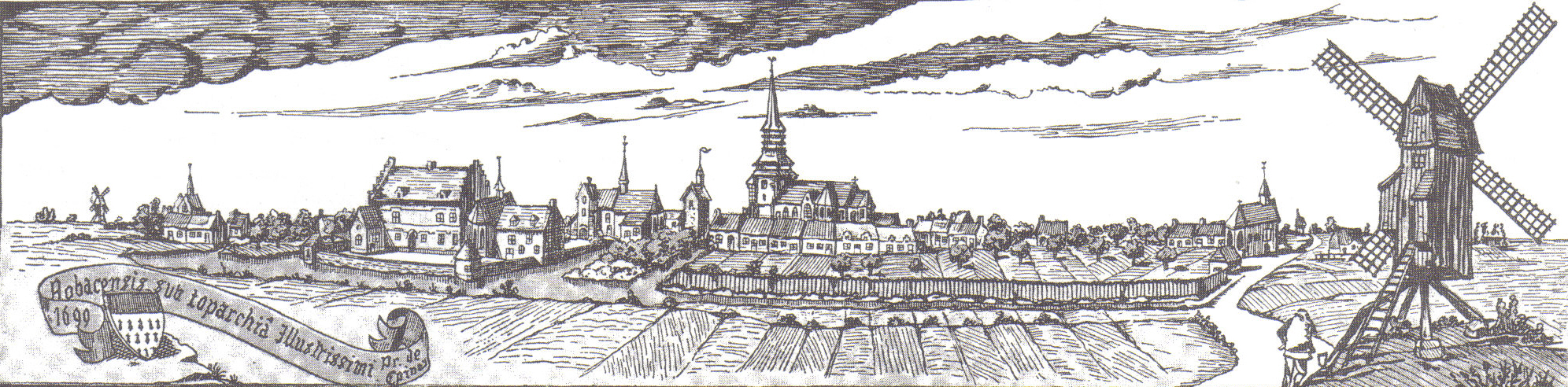
Ansicht der Stadt aus dem Jahr 1699. Links ist die Burg, rechts davon das Hospiz Sainte-Elisabeth und im Zentrum die Kirche Saint-Martin zu erkennen.

Pierres einziger Nachkomme war eine Tochter namens Isabella (frz. Isabeau). Noch zu Lebzeiten ihres Vaters gründete sie das Sainte Elisabeth Hospiz, dessen Kloster bis zu 800 Personen beherbergen konnte. Als einzige Erbin eines enormen Vermögens, unterstützte sie dieses Hospiz in einem Umfang, dass es bis in die jüngste Zeit überdauern konnte. In Zeiten großer Armut während des Spätmittelalters spielte das Hospiz eine wichtige Rolle.
Aus der Ehe Isabellas mit Jacques de Luxembourg-Ligny, Herr von Richebourg († 1487), entsprangen drei Töchter und zwei Söhne namens François und Charles, die in jungen Jahren verstarben. François’ Mausoleum ist noch heute in der Kirche Saint Martin zu finden. Mit Isabella endete das Haus von Roubaix im Jahre 1502. Genauer gesagt fiel das Erbe von Roubaix durch die Hochzeit zwischen Jolande von Roubaix († 1534) und Nicolas von Werchin-Barbançon, Baron de Werchin et de Cysoing, in die Hände der Familie von Werchin.
Durch die Abdankung Karls V. im Jahr 1556 fielen die Gebiete der heutigen Niederlande, Belgiens, Luxemburgs und Teile Nordfrankreichs der spanischen Krone zu. Die Grafschaft Flandern wurde somit Teil der Spanischen Niederlande und Roubaix wurde 1579 von Philipp II. zum Marquisat erklärt. Erst 1667 wurde Roubaix wieder in das französische Staatsgebiet eingegliedert.

## Revolutionsjahre und Kaiserreich
Im 18. Jahrhundert war Roubaix zu einer regional bedeutenden Marktstadt (frz. Bourg) mit ca. 8.000 Einwohnern herangewachsen. Die Ausbreitung der Stadt ging vom Kern von Roubaix um die kleinen Plätze Petite Place und Place de l’Église an der Église Saint-Martin aus. 1790 wuchs die Stadt in einer Halbkreisform nach Westen, Norden und Osten in einem Radius von 500 Meter um diesen Kern.
Die Basislinie dieses Halbkreises wurde durch die Straßen rue St Georges (heute rue Général Sarrail) und Grande-Rue gebildet. Die Ausbreitung nach Süden wurde durch den Bach Trichon, die Ruinen der Burg und die Überreste des Krankenhauses eingeschränkt. Südlich dieser Achse befanden sich ausschließlich Gehöfte und Bauernhöfe, die nur über Feldwege mit der Stadt verbunden waren. Zu diesen ländlichen Siedlungen gehörten Fresnoy, Fontenoy, Couteaux, Hommelet, Pile, Tilleul, Haut Moulin und etwas weiter entfernt Trois Ponts.
Am 22. Januar 1790 erhielt Roubaix mit der Ernennung Constant-Joseph Florins seinen ersten Bürgermeister. Da Roubaix weitab der großen Handelswege lag, hatten alle äußeren Ereignisse einen verspäteten Einfluss auf die Stadt. Die Armut der Bevölkerung vor der französischen Revolution war jedoch nicht an der Stadt vorbeigegangen. Der Stadtrat richtete einen Fonds für die ärmere Bevölkerung ein, in den die Reichen Bürger der Stadt einzahlten. Dieser „freiwillige Einzahlung“ wurde in den darauf folgenden Jahren immer weiter erhöht, um sich der steigenden Armut entgegenzusetzen.
Als 1792 dem revolutionären Frankreich durch die Koalition der Krieg erklärt wurde, entschloss der Stadtrat die Stadt verteidigungsfähig zu machen. So wurde die Stadt nach allen Richtungen mit Schutzwällen, Palisaden und mannshohe Barrikaden befestigt. Gleichzeitig wurde eine Werkstatt zur Schwarzpulverherstellung in der Burg eingerichtet und eine Nationalgarde mit einer Stärke von 190 Mann aufgestellt. Die Stadt entschloss sich im selben Jahr die bisher dort ansässigen Geistlichen zu tolerieren, erlaubt aber nicht den Geistlichen, die aus ganz Frankreich ins Exil flüchten, in der Stadt Unterschlupf zu finden.
Am 27. Juli 1794 wurde das Stadtgebiet in vier Sektionen eingeteilt, die sich nach den vier Toren der Stadtverteidigung orientieren. Am 22. November 1795 entschied die Stadt aus hygienischen Gründen den Friedhof im Stadtkern aufzugeben und lagerte diesen 1804 auf ein 27 Hektar großes Gelände in der Nähe der Potennerie, dem sog. Friedhof vom Champ de Beaurewaert im Süden der Stadt aus. Die Bevölkerung von Roubaix war im 17. und 18. Jahrhundert dreimal von Pestepidemien getroffen worden.
1795 wurde den wohlhabenden Bewohnern eine Zwangssteuer zum Zweck der Finanzierung der Verteidigungsmaßnahmen auferlegt. Die staatlichen Auflagen zur Einschränkung der Kirche und der Ausübung des Glaubens erreichten Roubaix nur nach und nach und traten erst 1799 voll in Kraft.
1802 schlug ein Färber vor im Bereich der Brasserie einen kleinen Staudamm und ein Reservoir am Trichon zu erbauen, um sein Gewerbe und das der Wäschereien zu unterstützen. Hier tauchte zum ersten Mal das Problem der Wasserversorgung der Stadt auf, das diese die darauf folgenden 60 Jahre beschäftigen sollte.
Die Isolation der Stadt blieb weiterhin bestehen. Der Stadtrat sah aus politischen Gründen keinen Bedarf die Verbindungsstraßen ins benachbarte Brabant oder gar nach Lille und Tourcoing zu verbessern.

## Roubaix nach der Restauration
Die Stadt begrüßte die erneute Herrschaft Ludwigs XVIII., auch wenn sie durch diese Regierung die wirtschaftlich wertvollen Beziehungen ins benachbarte Belgien verlor. Im Februar 1817 wurde der Stadt durch die Krone jedoch eine Abgabe von 100 Millionen Francs auferlegt, um die Unterbringung der Besatzungstruppen – in Roubaix war ein sächsisches Kontingent stationiert – zu finanzieren.

### Urbanisierung und Entwicklung zur Textilhauptstadt

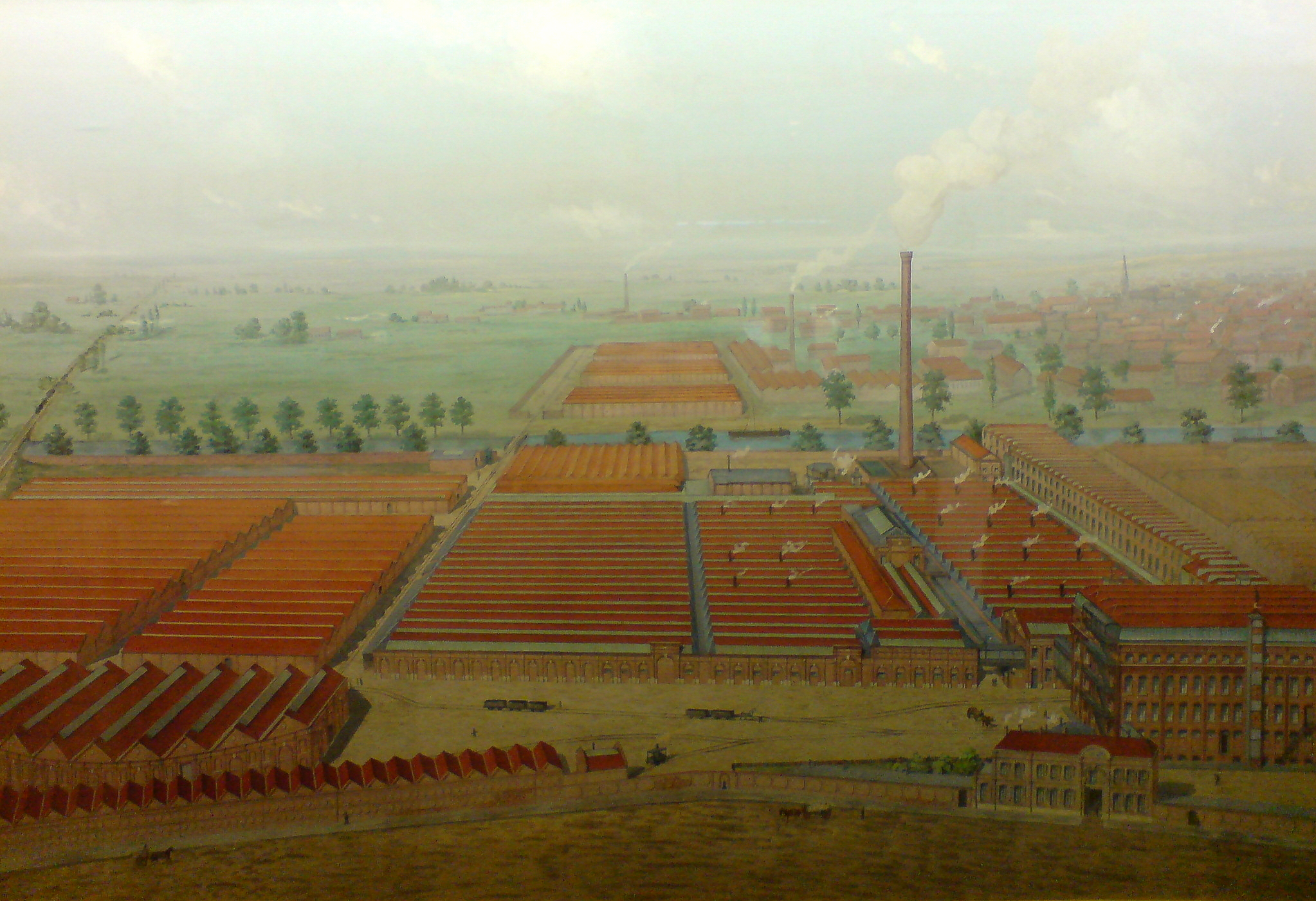
Ansicht der Kammgarnspinnereien des Industriellen Motte. Im Hintergrund ist die Stadt zu erkennen.

1819 wurde die Stadtplanung durch eine Initiative des Präfekten durch den Plan Barbotin neu gestaltet. Die Hauptverkehrswege wurden neu ausgelegt, verbreitert und ausgebessert. Zuvor war es nicht möglich gewesen, dass zwei Wagen sich ungehindert kreuzten. So wurde die rue Pellart auf eine Breite von sieben Meter gebracht. Diese städtischen Baumaßnahmen zogen sich bis August 1821 hin. Da auch die Verbindungsstraßen zu den einzelnen Gehöften und Dörfern der Gemeinde verbessert werden sollten entschloss der Stadtrat 1822 diese bisher unbefestigten Handelswege auf einer Breite von 66 cm zu Pflastern. Der Stadtrat erkannte im selben Jahr, dass die Handelsbeziehungen unter dem verspäteten Eintreffen der Post aus der zentrale in Lille litten. 1824 endlich erhielt Roubaix eine eigene kleine Poststelle, die in der Polizeiwache untergebracht wurde.

„In Roubaix konnte ich mich von der außergewöhnlichen Ausdehnung überzeugen, die unsere Industrie im Norden erfuhr. Der Lärm der Maschinen […], der Mühlen martert hier den Kopf; es gibt keine entlegene Ecke eines Dachbodens oder Kellers, der nicht von der Industrie eingenommen wird.“

So äußerte sich der Politiker und Schriftsteller Victor-Joseph Étienne de Jouy nach einem Besuch in Roubaix im Jahr 1821. Vor allem die im Norden Frankreichs traditionsreiche Textilindustrie erfährt einen durch die Industrialisierung eine wahre technische Revolution und dominiert das wirtschaftliche Leben der Stadt. Seit dem Erhalt des Privilegs durch Karl den Kühnen im Jahr 1469, Tuche und Wollprodukte herstellen zu dürfen, hatte sich das gesamte wirtschaftliche Leben Roubaix’ der Textilherstellung verschrieben.
Im paradoxen Gegensatz zur immer stärker anwachsenden Industrialisierung der Stadt, stand ihre Verbindung zu umliegenden Städten. Nachdem etliche Anträge zum Bau einer Verkehrsverbindung mit Tourcoing abgelehnt wurden, baute die Gemeinde Tourcoing 1829 mit eigenen Mitteln die Straße nach Roubaix, die die bisherige Verbindung um eine Fahrzeit von 30 Minuten verkürzte. Daraus entstand die rue Tourcoing. Bis auf einige kleinere Verbindungen hatte Roubaix jedoch bis fast zur Mitte des 19. Jahrhunderts keine ausgebaute Straßenverbindung mit Lille, Tourcoing oder Lannoy. Nur die Nachbardörfer Mouvaux und Wattrelos waren mit der Stadt verbunden. So blieb durch die Isolierung eine Urbanisierung Roubaix’ bis zu diesem Zeitpunkt aus.
Diese lokalen Schwierigkeiten verhinderten jedoch nicht den großen Aufschwung der Textilindustrie. Textilhersteller wie Allart-Rousseau und Amédée Prouvost führten neue Herstellungstechniken ein, die die Qualität der Stoffe verbesserte und sie auf dem von Großbritannien dominierten Weltmarkt konkurrenzfähig zu machen. Auch die Entdeckung der Chemie als Ersatz tierischer und pflanzlicher Farbstoffe trug zum Wachstum der Branche bei. Roubaix wird zur „Stadt der 1.000 Schornsteine“ (frz. ville aux 1.000 cheminées) und zum „französischen Manchester“ (frz. la Manchester française).

### Roubaix schüttelt die Isolierung ab

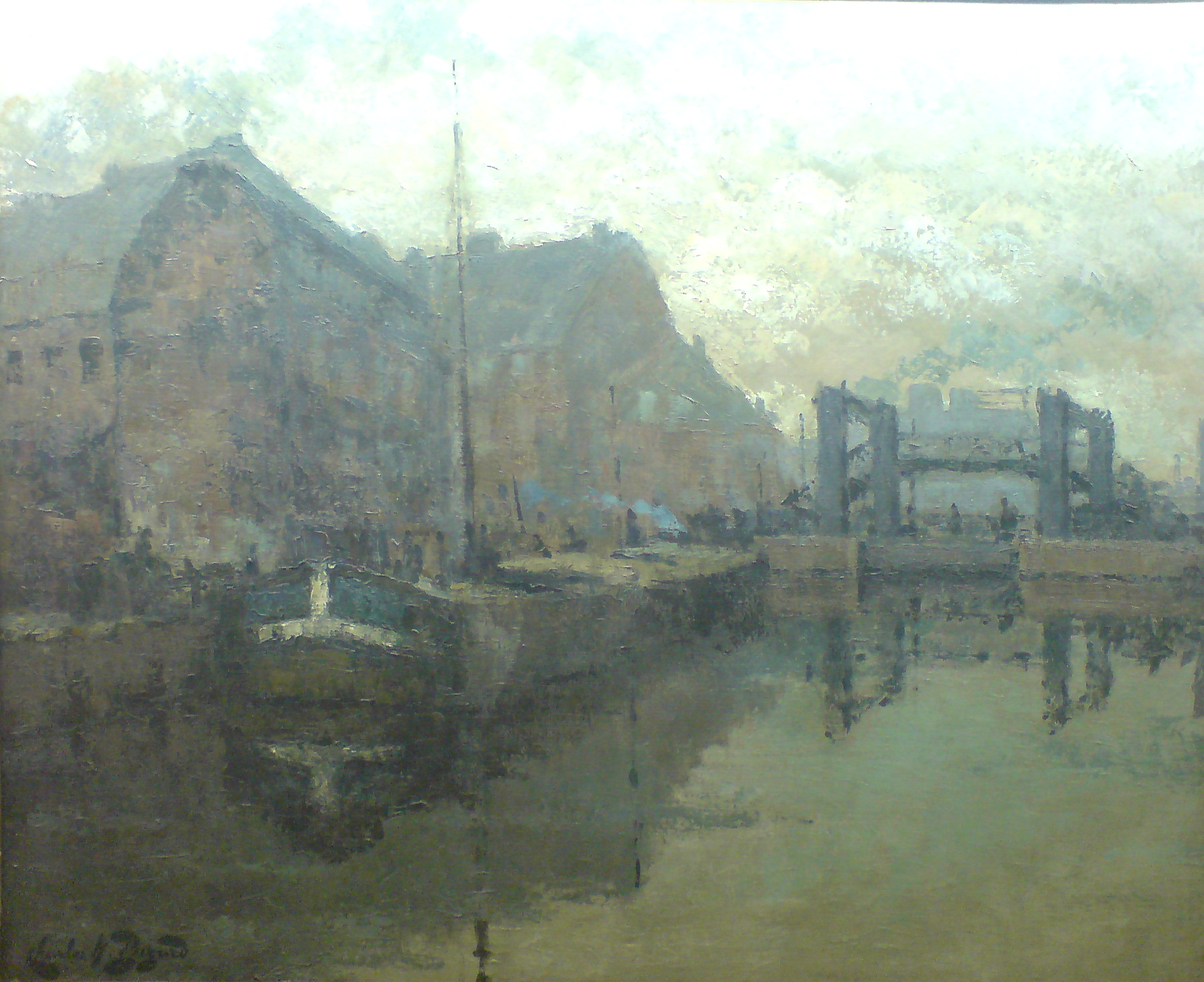
Der Canal de Roubaix war ein Prestigeprojekt der Stadt und eröffnete ihr neue Verkehrs- und Versorgungsmöglichkeiten.

Im Jahre 1835 begann Roubaix sich nach Südwesten bis zu rue de l’Alouette, nach Nordosten bis zur rue des Lignes, im Norden bis zur rue Saint Joseph, und nach Osten bis zum Bach Galon d’Eau auszudehnen. Auch die ursprüngliche Achse nach Süden wurde überschritten. So breitete sich die Stadt auch in Richtung Lannoy (Südosten) und nach Süden bis zur heutigen rue de la Poste aus.
1838 wurde der Bau einer Eisenbahntrasse von Lille nach Tourcoing und Mouscron beantragt. Die Trasse sollte über Mouvaux und nicht Roubaix verlaufen, was den Einspruch der Roubaisiens hervorrief. Nach langen Diskussionen einigte man sich über den heute noch bestehenden Verlauf über Roubaix. Im selben Jahr reichte der Stadtrat eine Stadtplanung ein, die die Ausbreitung der Stadt um 200 Straßen in einem Zeitrahmen von 100 (!) Jahren vorsah. Dieser bescheidene Plan wurde bereits in 25 Jahren vollbracht (1900 besaß Roubaix bereits 500 Straßen und 1250 Nebenstraßen und 1962 gab es 548 Straßen und 922 Nebenstraßen). Dies geht vor allem auf den explosionsartigen Zuwachs der Bevölkerung: zwischen 1815 und 1880 vervierfacht sich die Einwohnerzahl zweimal und erreicht 1900 schließlich 120.000 Einwohner.
1840 stellte die Stadt fest, dass die zentrale Kirche Église Saint-Martin bis zu 3.000 Personen aufnehmen konnten. Bei zahlreichen Messen befand sich jedoch die gleiche Anzahl von Personen außerhalb der Kirche. So wurde der Bau einer zweiten Kirche beschlossen, der Notre-Dame an der rue des Lignes im Nordwesten der Stadt, sowie eine Erweiterung der Église Saint-Martin, die 1856 begann.
1847 litt die Stadt unter einer Arbeitslosenkrise und die Bevölkerung unter großer Armut. Baumaßnahmen wurden nahezu vollkommen eingestellt. Die Behörde zur Unterstützung der Armen erhielt vom Staat eine Subvention in Höhe von 10.000 Francs. Außerdem beschloss der Stadtrat den Bau eines provisorischen Krankenhauses, das bis Mitte der 1990er Jahre als Hôpital de Blanchemaille bekannt war und am Bahnhof von Roubaix lag, bis das baufällige Gebäude abgerissen wurde. Napoléon III. hatte den Wunsch geäußert den ersten Stein des Baus zu legen, als Dank trug das Hospiz bis 1870 seinen Namen. Die Krise konnte erst 1849 überwunden werden und die Stadt begann sich nur langsam zu erholen.
Eine bessere Verkehrsanbindung an seine Umgebung und Versorgungsmöglichkeit seiner Industrie erfuhr Roubaix durch den Bau des Canal de Roubaix, der von belgischer Seite bis Roubaix 1843 fertiggestellt wurde und nach erfolglosen Versuchen einer Südverbindung nach Croix, im Norden um die Stadt herumgeführt wurde. Der gesamte Bau des Kanals wurde 1876 fertiggestellt. Der Kanal, der Roubaix im Osten mit Tournai an der Schelde, im Westen mit Lille sowie weiteren Städte Nordfrankreichs und im Norden mit Tourcoing verband, löste das wachsende Vorsorgungsproblem der Industrie mit Rohstoffen und Kohle. Vor allem der ständige Wasserknappheit der Stadt konnte durch diesen Kanal, dessen Wasserstand in späteren Jahren durch eine zusätzliche, unterirdische Einspeisung von Lille aus erhöht wurde, ein Ende gesetzt werden.
Ein weiterer bedeutender Schritt zur Öffnung der Stadt, der dazu beitrug Roubaix bis in die heutige Zeit große Bekanntheit zu verleihen, war das erste Radrennen von Paris nach Roubaix im Jahr 1896. Das über 250 Kilometer durch den Norden Frankreichs verlaufende Eintagesrennen wurde aufgrund seiner Härte, bedingt durch zahlreiche über Kopfsteinpflaster verlaufende Streckenabschnitte, zum weltweit bekanntesten seiner Art.

## Belle Époque und wirtschaftlicher Höhepunkt

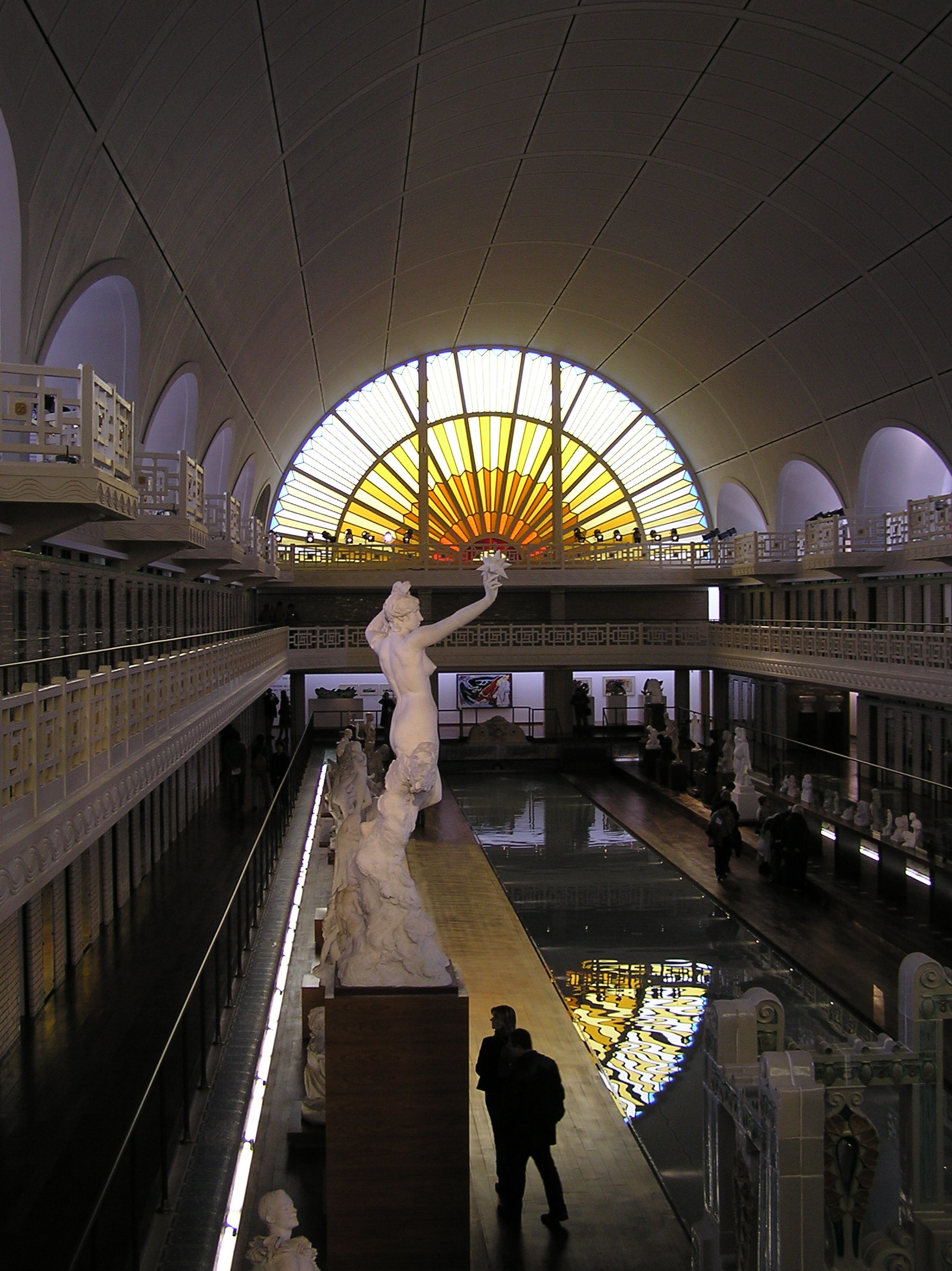
Das ehemalige Schwimmbad im Art-Déco-Stil ist Zeuge des wirtschaftlichen Wohlstandes.

Innerhalb von 100 Jahren war die Einwohnerzahl von 8.000 auf 120.000 Einwohner angestiegen. Die Todesrate hingegen hatte sich allein in den letzten zehn Jahren vervierfacht und zwang die Stadt zur Eröffnung eines neuen 2 Ha großen Friedhofes im Bereich der heutigen Place Nadaud im Nordosten der Stadt.
25 Jahre zuvor hatten die umliegenden, doch von Roubaix abhängigen Dörfer eine eigenständige Gemeindebildung durchgesetzt. So entstand eine Trennung zwischen Roubaix-ville (-Stadt) und Roubaix-campagne (-Land). Im Zuge der fortschreitenden Industrialisierung wurde diese Trennung immer stärker sichtbar. Erst 1857 wurde festgestellt, dass das Wohl der umliegenden Dörfer der Gemeinde sich positiv auf das Wohl der Stadt auswirkt. Man konzentrierte sich vermehrt auf die Verbesserung der Verkehrs- und Handelsverbindungen. Die Stadt breitete sich weiter nach Süden aus. Besonders das Wachstum der Ziegelbrennereien brachte einen großen Ankauf von Land im Süden mit sich, das dann im weiteren Verlauf mir Wohnhäusern bebaut wurde. Die Arbeiterwohnhäuser wurden häufig in direkter Nachbarschaft ihrer Arbeitsstätten gebaut. Doch auch die Industriellen ließen sich in der Stadt nieder und so war es nicht unüblich, dass die ärmlichen Arbeiterwohnhäuser in unmittelbarer Nähe der Villen reicher Fabrikanten und der großen Industrieanlagen standen. Vom Reichtum der Industriellen-Familien zeugt heute noch der Cimetière de Roubaix. Dieser 1850 entstandene Friedhof, der nach zahlreichen Verlegungen infolge der starken Ausdehnung der Stadt, schließlich im Osten der damaligen Stadtgrenze seinen endgültigen Standort fand, besitzt über 500 reich gestaltete Mausoleen sowie Denkmäler für die politischen und wirtschaftlichen Persönlichkeiten der Stadt.
Die wachsende Bevölkerung brachte erneut das Thema der Wasserversorgung der Stadt auf. Das durch die Industrie belastete Wasser des Trichon genügte schon lange nicht mehr. Es wurde eine Firma damit beauftragt Wasser aus der Leie nach Roubaix zu befördern. 1863 wurde das Projekt fertig gestellt.
Obwohl die Anzahl der Spinnereien und Textilhersteller von 1860 bis 1900 um ungefähr die Hälfte gesunken war, stieg die Produktionskraft aufgrund des technischen Fortschrittes und der endgültigen Dominanz großer Produktionsstätten gegenüber den vielen kleinen Hersteller immer weiter an. Die Eröffnung des größeren Bahnhofs im Jahr 1888 und der „Nationalen Schule der Textilkünste und Textilindustrien“ (frz. École nationale des arts et industries textiles) sowie die Wahl des Webers Henri Carrette zum Bürgermeister sind weitere Zeichen für die außerordentliche Bedeutung der Branche.

### Die Internationale Textilausstellung in Roubaix

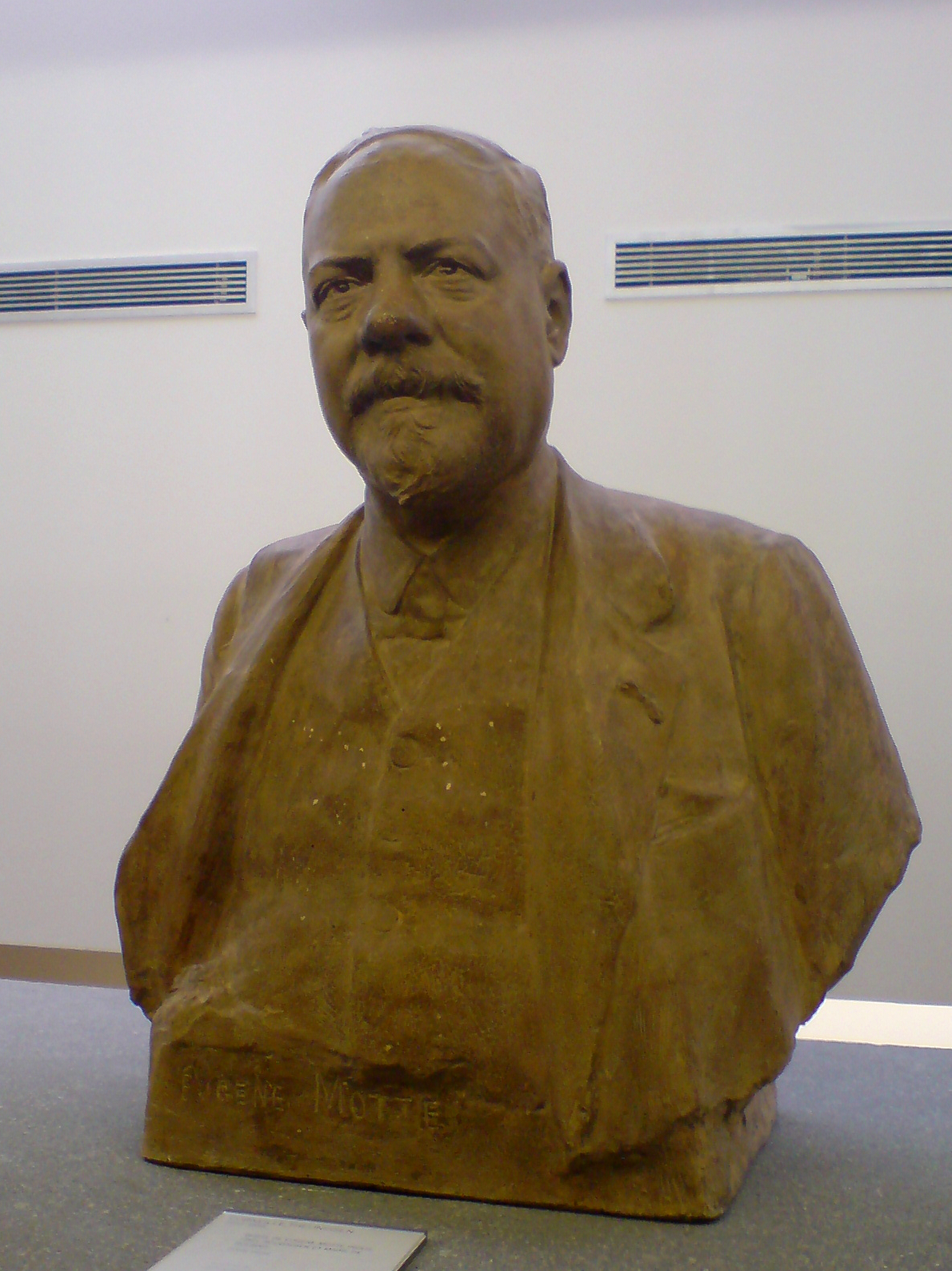
Eugène Motte, Industrieller und Bürgermeister von 1902 bis 1912.

Das Jahr 1911 markiert für Roubaix den Höhepunkt seiner wirtschaftlichen und gesellschaftlichen Entwicklung. Am selben Tag der Einweihung des neuen Rathauses, dessen Gestaltung ein Tribut an die handwerklichen und gewerblichen Körperschaften der Stadt darstellt, empfängt Roubaix die Internationale Textilausstellung im Parc Barbieux. Diese Parkanlage unweit des Stadtzentrums, in zwei Bauphasen (1878–88 und 1903–06) entstanden und zur grünen Lunge der Industriestadt herangewachsen, beherbergt 3.429 Aussteller und 775.433 Besucher.
In diese Zeit fällt auch das Amt Eugène Mottes, dem berühmtesten Bürgermeister Roubaix’ (1902–1912). Der Bau des neuen Rathauses sowie viele weitere Bauprojekte werden während seiner Amtszeit vollbracht. Sein Familienname ist eng mit der Geschichte der Stadt verknüpft: Großindustrielle und wichtige Lokalpolitiker haben das Bild Roubaix’ entscheidend mitgestaltet. 1912 wird er jedoch abgewählt. Ihm folgt Jean Baptiste Lebas von der sozialistischen Partei. Dieser Bürgermeister sollte sich vor allem in den Jahren der beiden Weltkriege hervortun.

## Die Weltkriege und der wirtschaftliche Niedergang
Von herausstehenden Projekten wie dem Parc Barbieux abgesehen, hatte die Stadt während ihres rasanten Wachstums wenig Wert auf Schönheit, Künste und Kultur gelegt. Der gewonnene Wohlstand erlaubte es nun, die – nur sehr kurze – Belle Époque Roubaix’ einzuläuten. Zwei Weltkriege und eine wirtschaftliche Krise sollten dieser neuen Entwicklung ein jähes Ende bereiten. Es entstanden jedoch, auch noch nach dem Ersten Weltkrieg, zahlreiche Gebäude, die Zeuge dieses gesellschaftlichen Umdenkens sind. Hier kann besonders das in den 1920er Jahren errichtete Schwimmbad im Art-déco-Stil genannt werden, das heute das Museum für Kunst und Gewerbe beherbergt.

### Der Erste Weltkrieg und die schwere Zwischenkriegszeit
Am 9. Oktober 1914 wurde die Bevölkerung Roubaix’ aufgefordert, die Stadt vor den schnell heranrückenden deutschen Truppen zu räumen. Der nationale Schockzustand wegen des unerwarteten Einmarsches machte auch vor Roubaix nicht halt. Am 14. Oktober besetzte das bayerische 165. Infanterieregiment die Stadt. Nach vier Jahren der militärischen Verwaltung unter Oberstleutnant Hoffmann wurde Roubaix am 17. Oktober 1918 wieder befreit. Doch während der Okkupation wurde die Stadt systematisch geplündert und wirtschaftlich geschwächt: Rohstoffe, Maschinen und Textilprodukte wurden konfisziert. Der Minister für den Wiederaufbau, Louis Loucheur, sagte: „Der gesamte Reichtum der Region, eine der wohlhabendsten Frankreichs, wurde vernichtet.“ Die Bevölkerung litt auch sehr unter der Besetzung: in der frontnahen Stadt wurde ein strenges Regiment geführt. Zur Versicherung einer friedlichen Haltung der Bevölkerung mussten sich ständig mindestens zwölf Geiseln im Rathaus befinden. Die Bevölkerung litt außerdem an Lebensmittelknappheit und am Mangel an Heizmitteln.
1918 war ein deutscher Offizier in der Villa des Industriellen Léon Motte einquartiert. Ihm wurde später der Diebstahl von Hauseigentum vorgeworfen – ein Vorgang, der im Jahr 1924 zum Fall Nathusius führte.
Zusätzlich zur Plünderung und Vernichtung der Produktionsstätten hatten sich die Abnehmer nach vier Jahren des Produktionsausfalles an andere Textilhersteller gewandt. Ein schneller Wiederaufbau ermöglichte jedoch das Wiedererlangen der Produktionsraten der Vorkriegszeit im Jahr 1922 und der nationalen Führung als Textilzentrum im Jahr 1927. Der Zusammenbruch der Börse an der Wall Street im Jahr 1929 hatte jedoch auch auf Roubaix katastrophale Auswirkungen. Die Wirkung des Börsenkrachs stellte sich in Roubaix aufgrund der engen Verknüpfung mit dem britischen Markt im September 1931 mit der Inflation des Pfund Sterling ein. Seit Anfang 1932 brach auch der Export ein, der bislang von guten Wechselkursen profitiert hatte. In den Jahren 1936/37 erreichte die Arbeitslosenzahl nach Jahren der Geschäfts- und Firmenschließungen ihren Höhepunkt.
Ein positiver Höhepunkt in diesen schweren Zeiten gelang Roubaix auf sportlicher Ebene: zwei Fußballmannschaften aus Roubaix, der Excelsior AC Roubaix und der RC Roubaix, stehen sich im Pokalfinale gegenüber.

### Der Zweite Weltkrieg und der endgültige Niedergang
Am 24. Mai 1940 wird Roubaix erneut von deutschen Truppen besetzt, nachdem diese innerhalb weniger Wochen in Frankreich einmarschiert waren. Bis Juni 1940 war der Großteil der Bevölkerung Roubaix’ geflüchtet: von 122.000 Einwohnern verblieben nur 15.000 in der Stadt. Die Wirren und Zerstörungen der ersten Kriegstage wurde durch Flüchtlingsmassen und anschließend durch die Errichtung einer Sperrzone verschlimmert, die sich von der belgischen Grenze bis zur Somme erstreckte. Die Region Nord-Pas-de-Calais wurde somit von Frankreich abgeschnitten und eine erneute systematische Plünderung der Stadt ermöglicht. Im Laufe der Besatzungszeit wurde die Industrie der Stadt unter besonderen Auflagen und hohem Geldeinsatz der Industriellen wieder in Gang gesetzt, die Produktion litt jedoch unter erheblichen Versorgungsschwierigkeiten. Am 2. September 1944 wurde Roubaix schließlich von britischen Truppen befreit. 500 Einwohner wurden bei Ende des Krieges in der Stadt vermisst, die ein wichtiges Zentrum der Résistance gewesen war.
Ein besonderer Verlust, den Roubaix zu beklagen hatte, war ihr ehemaliger Bürgermeister Jean-Baptiste Lebas. Er war bereits im Ersten Weltkrieg gefangen genommen worden, weil er sich geweigert hatte, die Liste der 18-jährigen Männer der Stadt an die Besatzer auszuhändigen, damit diese zur Zwangsarbeit nach Deutschland gebracht werden konnten. Lebas wurde 1917 wieder freigelassen. Beim erneuten Einmarsch der deutschen Armee im Jahr 1940 floh er zunächst, kehrte dann jedoch zurück und organisierte die lokale Résistance. Am 21. Mai 1941 wurde er von der Gestapo gefangen genommen und etwas später nach Deutschland deportiert. Er starb 1944 in der Gefangenschaft.
Roubaix profitierte während der ersten beiden Nachkriegsjahre von einer allgemeinen Aufschwungstimmung, die jedoch ab 1949 ihren Elan verlor und die Wirtschaft der Stadt mit sich riss. Nachdem sich moderne Geister gegenüber den Vertretern „ehemaliger“ Werte durchsetzten und die Standards und Ausrüstungen der Produktionsstätten modernisierten, konnte der Niedergang der Textilindustrie kurzzeitig aufgehalten werden. Zusätzlich förderten der zusammenwachsende europäische Markt, neue Produktionstechniken und Materialien (u. a. Polyamid, Polypropylen, Elastomer und Polyester) sowie die Automatisierung der Maschinen den Aufschwung der späten 50er und frühen 60er Jahre.
Das Ende der Textilindustrie in Roubaix wurde 1965 durch eine weltweite Krise der Branche ausgelöst. Zahlreiche Unternehmen, die sich nicht auf vielseitige und moderne Produktions- oder Handelsmethoden eingestellt hatten, verschwanden vom Markt. Damit wurde der traditionellen wirtschaftlichen Grundlage Roubaix’ ein Ende gesetzt.

## Der Wandel der Stadt – „La ville renouvelée“

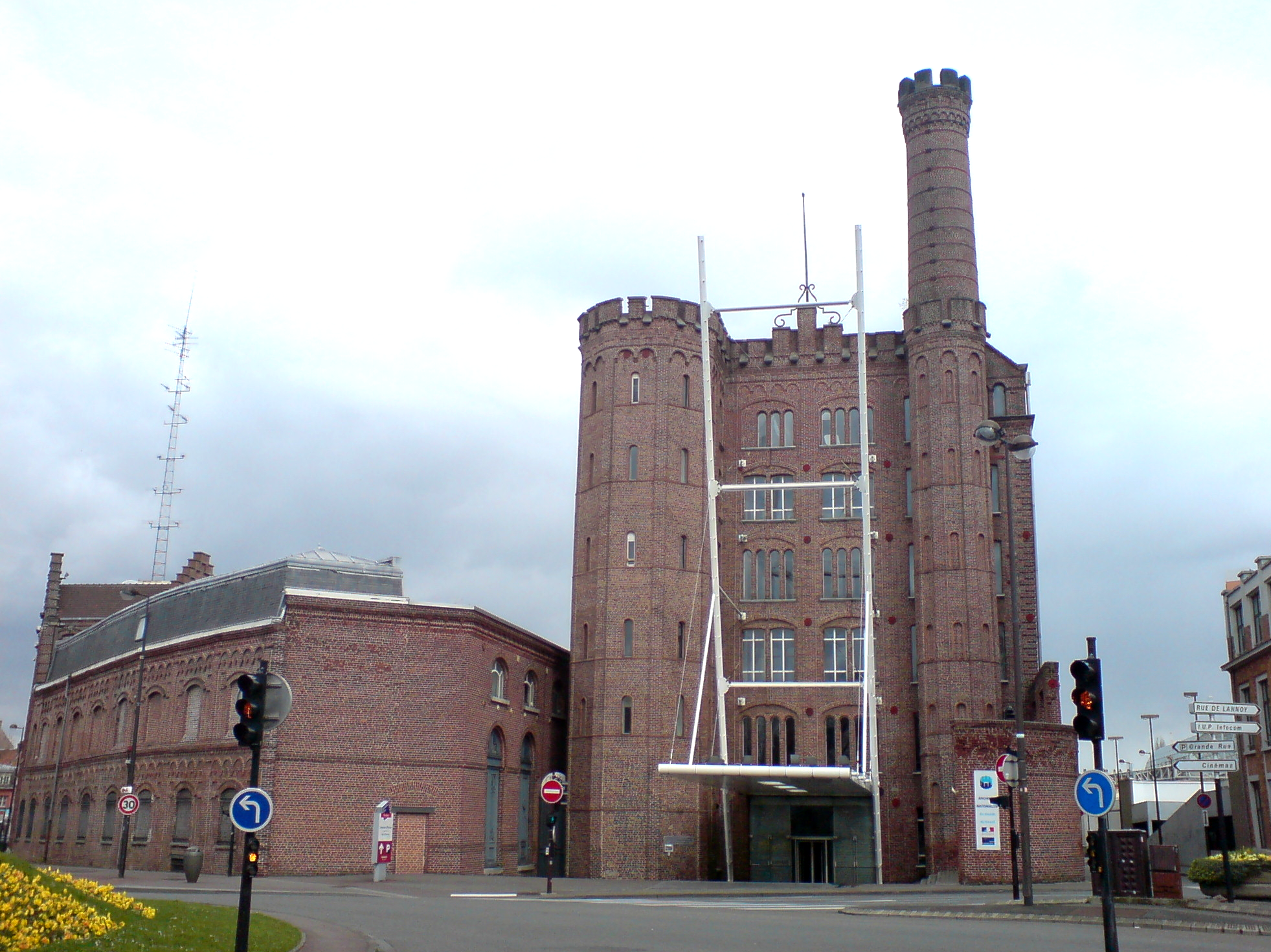
Im „Fabrikungetüm“ des Industriellen Louis Motte-Bossut befindet sich heute das „Zentrum der Archive für die Welt der Arbeit“.

Bereits 1929 hatte Roubaix sich dem Versandhandel (frz. vente par correspondance, V.P.C.) verschrieben und sich den Spitznamen „V.P.C. Valley“ verdient. Nach dem Zusammenbruch der Textilindustrie konzentrierte sich die lokale Wirtschaft auf diese Branche und wuchs zu einem europaweit bedeutenden Standort des Versandhandels heran. Unternehmen wie La Redoute (seit 1873) und 3 Suisses (seit 1932 im benachbarten Croix) erlangen nationalen und internationalen Erfolg. Weitere Geschäfte und Unternehmen wie Auchan (seit 1961), L’Usine (seit 1984) und das Mac-Arthur-Glen-Einkaufszentrum (seit 1999) prägen das neue Gesicht der Stadt.

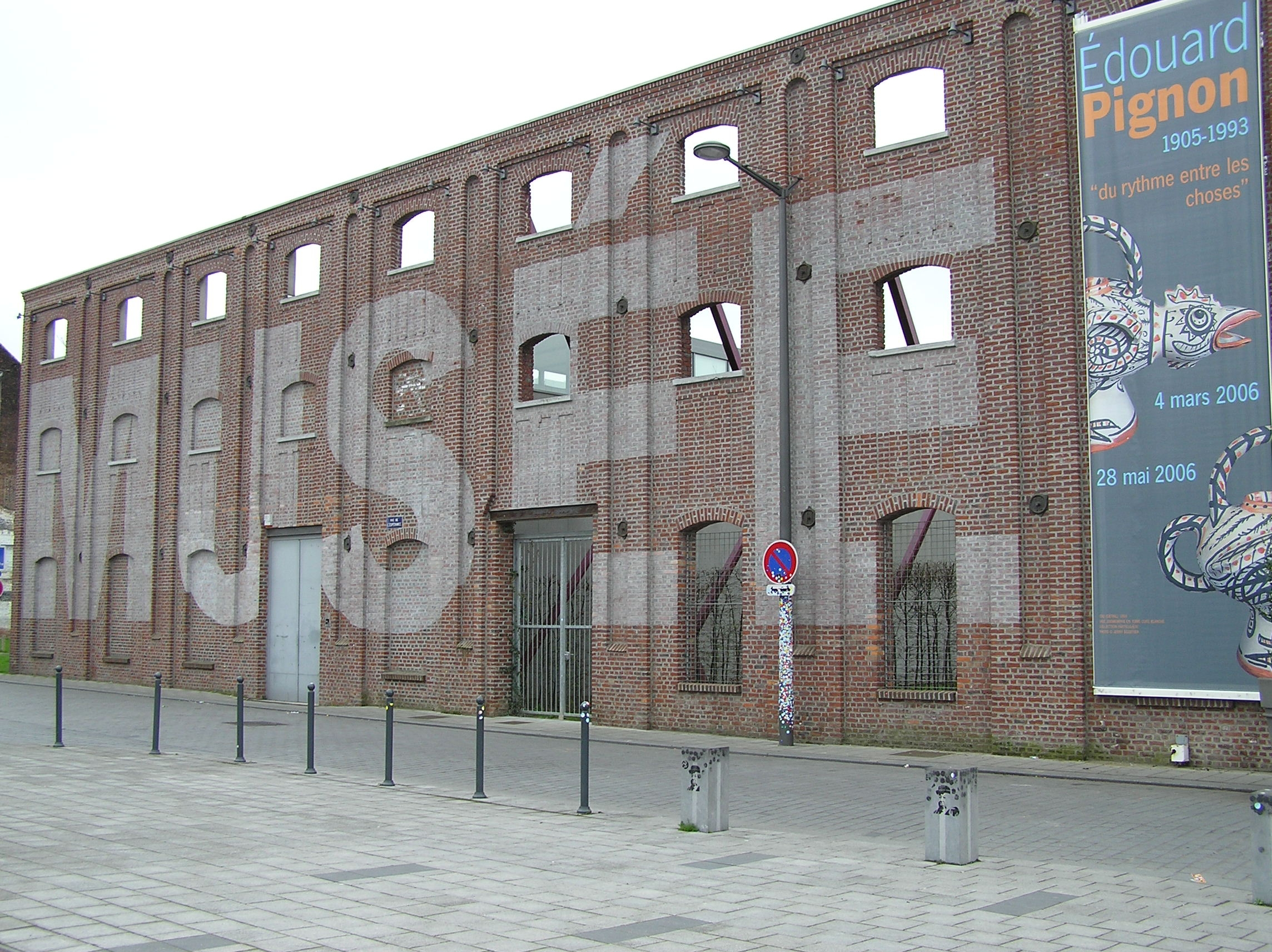
Die Wand einer alten Fabrikhalle wird ins neue Gesicht der Stadt eingebunden.

Aber vor allem die Rückbesinnung auf das kulturelle Erbe der alten wirtschaftlichen Grundlagen, die Fabrikgebäude, sollte den Charme der ehemaligen Industriestadt erhalten. L’Usine, ein Zusammenschluss mehrerer Geschäfte, hat sich in der alten Fabrik Motte niedergelassen; das „Zentrum der Archive für die Welt der Arbeit“ (frz. Centre des archives du monde du travail) findet seinen Sitz im „Fabrikungetüm“ (frz. l’usine monstre), einer Fabrik des Industriellen Louis Motte-Bossut, die zum Wahrzeichen der Erneuerung geworden ist; das alte Schwimmbad aus den 20er Jahren wird zum Museum für Kunst und Gewerbe (frz. Musée d’Art et d’Industrie) umgestaltet. Die Stadt erneuert sich unter dem Motto „La ville renouvelée“ (deutsch: die erneuerte Stadt) durch eine Mischung aus Erhaltung und Nutzung alter Industriegebäude und dem Bau moderner Büro- und Geschäftszentren.
Auch die Region hatte sich strukturell verändert und langsam mit Lille als Zentrum eine suburbane Agglomeration gebildet, die immer dichter zusammenwuchs und schließlich 1967 als Gemeindeverbund Lille Métropole Communauté urbaine zusammengeschlossen wurde. Roubaix’ Anbindung an diese Agglomeration wurde durch den Ausbau der Europastraße 17 nach Lille und der Fertigstellung der Straßenbahnverbindung mit Lille im Jahr 1999 erhöht.

### Nordfranzösischer melting pot?
Das Gesicht der Stadt ist auch von einer Vielzahl von aufeinandertreffenden Kulturen geprägt. Gegen Ende des 20. Jahrhunderts werden an die 100 Nationalitäten in Roubaix gezählt. Die Integration dieser verschiedenen Herkünfte ist zu einem schwierigen und nicht immer konfliktfreien politischen und gesellschaftlichen Thema geworden.
Doch das Thema ist nicht neu: Die grenznahe Stadt setzte sich mit dieser Problematik bereits gegen Ende des 19. Jahrhunderts auseinander, als es galt die zahlreichen belgischen Staatsangehörigen und ihre in Frankreich geborenen Nachkommen, die in der Textilhauptstadt Arbeit suchten, aufzunehmen. Die flämischen Arbeitssuchenden wurden im Norden auch abschätzig „pots-au-burre“ (deutsch Butterfässer) oder „Flahutes“ genannt. Ab 1889 wurden alle in Frankreich geborenen Kinder belgischer Abstammung zu Franzosen erklärt. Dies betraf immerhin 180.000 Personen in Nordfrankreich und ungefähr 50 % der Einwohner Roubaix’.
Doch die Textilindustrie zog auch Menschen entfernterer Staaten an: Polen, Italiener, Spanier und Portugiesen. Vor allem die Immigration von Menschen aus dem Maghreb prägte dieses gesellschaftliche Thema. Roubaix verfügt über die größte maghrebinische Gemeinde Nordfrankreichs: Bereits 1996 wird der Anteil maghrebinischer Einwohner auf 50 % geschätzt (was dem Anteil der belgischen Bevölkerung in Roubaix am Ende des 19. Jahrhunderts entspräche). Diese Zahl wurde von offizieller Seite auf 30 % (entspricht ca. 30.000 Personen) korrigiert. Zahlreiche Menschen französischer als auch maghrebinischer Abstammung sehen das komplizierte Aufeinandertreffen beider Kulturkreise in der von Arbeitslosigkeit gebeutelten Region als Kampf der Kulturen.